# Salix skvortzovii
Salix skvortzovii är en videväxtart som beskrevs av Yui Liang Chang och Y.L. Chou. Salix skvortzovii ingår i släktet viden, och familjen videväxter. Inga underarter finns listade i Catalogue of Life.